# Tamara Boroš
Tamara Boros (ur. 19 grudnia 1977 w Sencie) – chorwacka tenisistka stołowa, brązowa medalistka mistrzostw świata, trzykrotna mistrzyni Europy.
- miejsce w światowym rankingu ITTF: 26

Brązowa medalistka mistrzostw świata w turnieju indywidualnym w Paryżu (2003). W mistrzostwach Europy zdobyła łącznie dziesięć medali, trzykrotnie triumfując w grze podwójnej (w parze z Rumunką Mihaelą Steff). Dwukrotna zwyciężczyni Europa Top 12 (2002, 2006). Czterokrotnie startowała w igrzyskach olimpijskich, trzykrotnie osiągając ćwierćfinał: w 2000 w Sydney w grze podwójnej i cztery lata później w Atenach w grze pojedynczej i podwójnej.
W 2002 roku zajmowała 2. miejsce w światowym rankingu ITTF.